# Uta-Maria Kuder
Uta-Maria Kuder (* 12. November 1957 in Düsseldorf) ist eine deutsche Politikerin (CDU). Sie war von 2006 bis 2016 Justizministerin in der Landesregierung Mecklenburg-Vorpommerns.

## Ausbildung und Beruf
Nach ihrem Abitur im Jahr 1982 studierte Kuder von 1983 bis 1990 Rechtswissenschaften in Köln. Sie absolvierte ihr Referendariat im Oberlandesgerichtsbezirk Düsseldorf und legte 1993 ihr zweites Staatsexamen ab. 1994 war sie Sachbearbeiterin beim Arbeitsamt Düsseldorf, bevor sie in demselben Jahr beim Rechtsamt Greifswald als juristische Mitarbeiterin angestellt wurde. In den Jahren 1995 bis 1999 leitete sie das Rechtsamt. Danach war sie bis 2003 Leiterin des Greifswalder Amts für Wirtschaft und Finanzen.
Von 2003 bis 2006 hatte sie in Greifswald das Amt der Zweiten Stellvertreterin des Oberbürgermeisters sowie das Amt der Senatorin für Jugend, Kultus und Soziales inne. Im Jahr 2006 wurde sie Erste Stellvertreterin des Oberbürgermeisters und Senatorin für Jugend, Kultus, Soziales und Ordnung.

## Politik
Kuder ist seit 2002 Mitglied der CDU. Im Jahr 2005 wurde sie in den Landesvorstand der CDU Mecklenburg-Vorpommern gewählt. Seit dem 17. November 2007 ist Kuder stellvertretende Landesvorsitzende der CDU Mecklenburg-Vorpommern.
Seit dem 7. November 2006 gehörte sie als Justizministerin der Landesregierung von Mecklenburg-Vorpommern an. Ihr Amtsvorgänger war der spätere Ministerpräsident Erwin Sellering. Seit 2010 vertritt sie ihr Land im Ausschuss der Regionen der Europäischen Union. Mit Bildung der Landesregierung am 1. November 2016 schied sie aus dem Kabinett aus. Ihre Nachfolgerin war Katy Hoffmeister.
Bei den Landratswahlen in Mecklenburg-Vorpommern im September 2011 kandidierte Kuder für den Landratsposten des neuen Großkreises Vorpommern-Greifswald. Sie unterlag jedoch mit 40,5 % der abgegebenen Stimmen in einer Stichwahl ihrer Konkurrentin von der Linkspartei Barbara Syrbe.

## Privates
Uta-Maria Kuder ist römisch-katholisch, verheiratet und hat ein Kind.